# Língua niuafo'ou
Niuafo’ou é uma língua austronésia falada na ilha Niuafo'ou, a mais setentrional de Tonga.

## Classificação
O niuafo’ou tem sido tradicionalmente classificada junto com a língua wallisiana e o toquelauano no ramo das línguas Uvean–Niuafo'ou orientais, sendo assim próxima da língua tonganesa e pertencente à família das línguas tôngicas.